# Aricoris ambiguosa
Aricoris ambiguosa är en fjärilsart som beskrevs av D'almeida 1932. Aricoris ambiguosa ingår i släktet Aricoris och familjen Riodinidae. Inga underarter finns listade i Catalogue of Life.